# Seltenbach (Eisbach)
Der Seltenbach ist ein knapp 6 km langer Bach und ein rechter Zufluss des Eisbachs im nordöstlichen Pfälzerwald (Rheinland-Pfalz).

## Name
Erstmals schriftlich erwähnt wurde der Bach im Jahr 1281 als Seldenbach. Der Name nimmt darauf Bezug, dass das Gewässer streckenweise und zeitweise kein Wasser führt.

## Geographie

### Verlauf
Der Seltenbach entspringt auf einer Höhe von etwa 294 m ü. NHN nordwestlich des zur Ortsgemeinde Neuleiningen gehörenden Weilers Nackterhof. Die Quelle am Nordwesthang eines 320 m hohen Hügels, der Kleiner Donnersberg heißt, liegt unmittelbar südlich der Autobahn 6 (Saarbrücken–Mannheim) auf der Gemarkung der Ortsgemeinde Hettenleidelheim. 
Ehe der Bach zutage tritt, unterquert er zunächst verrohrt die Autobahn 6 nach Norden. Dann fließt er in nordnordwestlicher Richtung entlang der Bundesstraße 47 und berührt dabei den Ostrand der Wohnbebauung von Hettenleidelheim. Nach einem kurzen Stück auf dem Gebiet der Stadt Eisenberg östlich des Landschaftsschutzgebiets Erdekaut, aus dem von links sein stärkstes Nebengewässer, der 3,4 km lange Schulwiesengraben, einmündet, knickt der Seltenbach nach Nordosten ab. Auf seinem weiteren Lauf nähert er sich immer mehr dem Eisbach und passiert schließlich den Südostteil von Ebertsheim. 
Östlich der Wohnbebauung dieser Gemeinde mündet der Seltenbach auf etwa 159 m Höhe von rechts in den Eisbach. Wenige Meter unterhalb gegenüber liegen die Mündungen des Rodenbachs und des Quirnheimer Bachs.
Der 5,883 km lange Lauf des Seltenbachs endet ungefähr 135 Höhenmeter unterhalb der Quelle, er hat somit ein mittleres Sohlgefälle von etwa 23 ‰.

### Zuflüsse
Liste der Zuflüsse von der Quelle zur Mündung: (Einmündungsseite), Gewässerlänge; Einzugsgebiet; Ort und Höhe der Einmündung
- Schulwiesengraben (links), 3,4 km; 6,07 km²; östlich der Erdekaut auf etwa 203 m
- Hohlgraben (rechts), 1,3 km; 1,44 km²; nordwestlich von Tiefenthal auf etwa 194 m
- Röthebach (rechts), 0,9 km; 2,21 km²; nordöstlich von Tiefenthal auf etwa 182 m

## Verkehr

Bahnhofsgebäude und Brücke
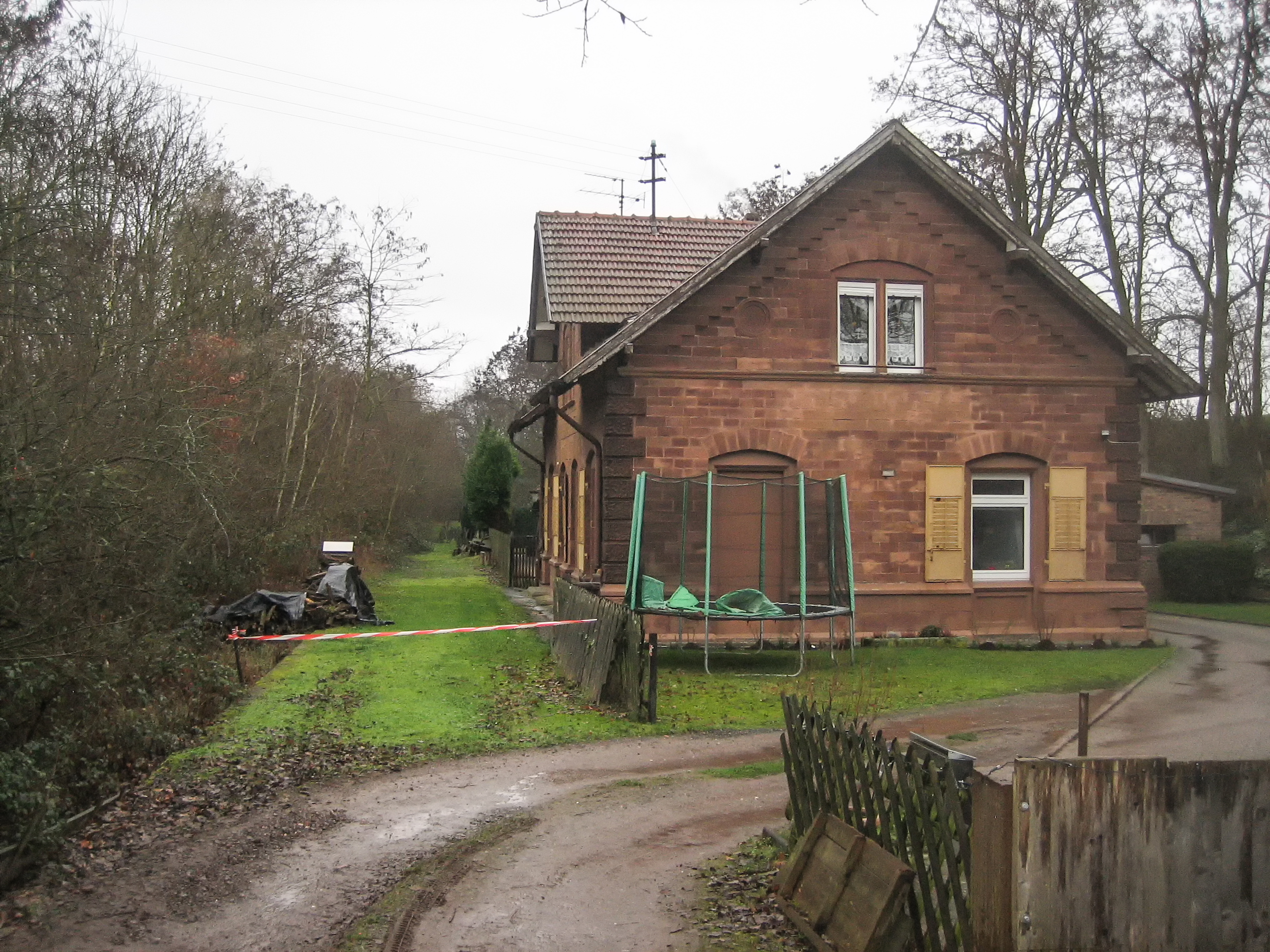
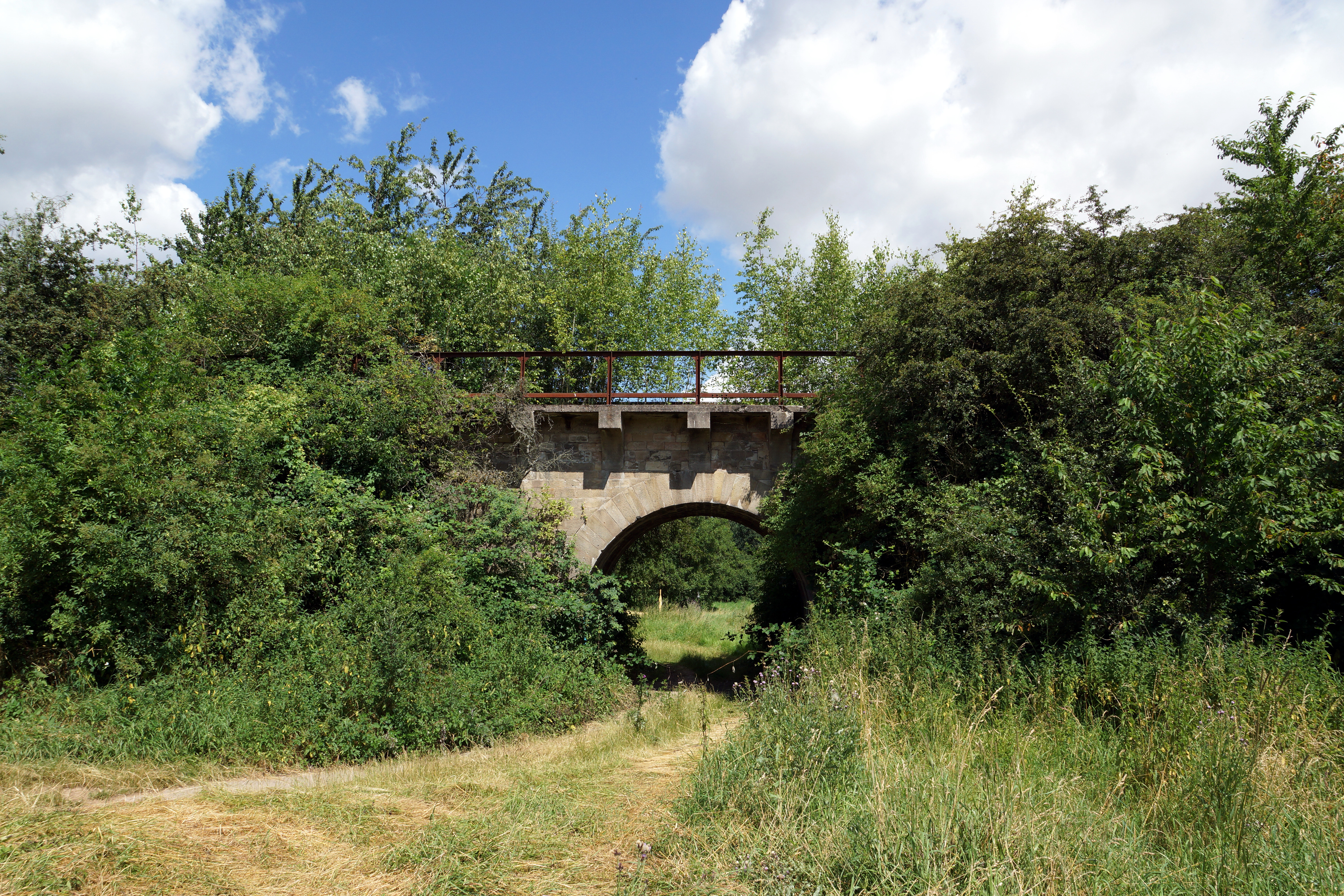

Der Oberlauf des Seltenbachs wird etwa 1 km weit von der B 47 begleitet. Von dieser zweigt östlich von Hettenleidelheim die Landesstraße 453 ab, die vom Seltenbach unterquert wird und nach Osten über Tiefenthal weiter nach Grünstadt und Frankenthal führt.
Zwischen Ebertsheim und Hettenleidelheim verlief ab dem Baubeginn 1892 parallel zum Seltenbach die Bahnstrecke Ebertsheim–Hettenleidelheim. Das ehemalige Bahnhofsgebäude von Tiefenthal und eine aus Sandstein gemauerte Brücke ungefähr 500 m östlich davon haben den Schienenabbau überdauert, der um 1990 erfolgte.